# Río Diamante
Río Diamante är ett vattendrag i Argentina.   Det ligger i provinsen Mendoza, i den centrala delen av landet, 800 km väster om huvudstaden Buenos Aires.
Omgivningarna runt Río Diamante är i huvudsak ett öppet busklandskap. Runt Río Diamante är det glesbefolkat, med 15 invånare per kvadratkilometer.